# Teiuș
Teiuș (en allemand : Dreikirchen ; hongrois : Tövis) est une ville du județ d'Alba en Roumanie. Sa population s'élevait à 6 695 habitants en 2011.

## Démographie
Lors du recensement de 2011, 83,56 % de la population se déclarent roumains, 3,86 % hongrois et 7,63 % roms (4,83 % ne déclarent pas d'appartenance ethnique et 0,08 % déclarent appartenir à une autre ethnie).

## Politique
| Parti | Parti                           | Sièges |
| ----- | ------------------------------- | ------ |
|       | Parti social-démocrate (PSD)    | 9      |
|       | Parti national libéral (PNL)    | 4      |
|       | Parti Mouvement populaire (PMP) | 2      |

## Personnalités
- Ovidiu Avram (1953-), peintre surréaliste, est né à Teiuș.